# Phumzile Mlambo-Ngcuka
Phumzile Mlambo-Ngcuka   (Durban, 3 de novembre de 1955) és una política sud-africana i funcionaria de les Nacions Unides. A partir de 2013 i fins a l'agost de 2021 ha exercit de directora executiva de l'organisme de les Nacions Unides per a la igualtat de gènere i l’empoderament de les dones, també coneguda com a ONU Dones, amb el rang de subsecretària general de les Nacions Unides. Al desembre de 2021 assumí el càrrec de presidenta del Comitè Mundial d'Ètica del Turisme.
Mlambo-Ngcuka es llicencià en Ciències socials i Educació a la Universitat Nacional de Lesoto (National University of Lesotho) el 1980, i es doctorà a la Universitat de Ciutat del Cap (University of Cape Townen) el 2003, en planificació i política educativa. Cursà un Màster de Filosofia en Planificació i Polítiques Educatives per la Universitat de Ciutat del Cap el 2003. El 2013 va ser guardonada amb un doctorat de la Universitat de Warwick (University of Warwick) pel seu treball en l'ús de tecnologies mòbils per donar suport a la formació del professorat als països de recursos escassos.
Va començar la seva carrera política al Parlament Sud-africà el 1994, on va ocupar el càrrec de presidenta del Comitè de Serveis Públics. Ha exercit els càrrecs de Viceministra de Comerç i Indústria (1996–1999), Ministra de Minerals i Energia (1999–2005) i Ministra interina d'Arts, Cultura, Ciència i Tecnologia el 2004.
Va ser vicepresidenta de Sud-àfrica del 2005 al 2008, essent la primera dona que ocupava aquest càrrec i, en aquest moment, és la dona amb més rànquing de la història de Sud-àfrica. Durant el seu període com a vicepresidenta, va supervisar els programes de lluita contra la pobresa i assegurar que els pobres es beneficiessin dels avantatges d'una economia en creixement.